# Franz Josef Ludy
Franz Josef Ludy (* 1933 in Hamburg) ist ein deutscher Serienmörder, der zwischen 1952 und 1968 vier Menschen getötet hat und der zu dreimal lebenslänglicher Freiheitsstrafe zuzüglich 15 Jahren verurteilt wurde. Die Bild-Zeitung bezeichnete ihn als „einen der größten Lustmörder in der deutschen Kriminalgeschichte“. Obgleich wegen Mordes verurteilt, versuchte er, die Bezeichnung als Mörder in der Boulevardpresse mit der Begründung zu unterbinden, er habe lediglich getötet und nicht gemordet.

## Vorleben
Ludy war einziger Sohn eines Tischlers neben acht Schwestern. Mit 15 Jahren stürzte er beim Aufspringen auf eine fahrende Straßenbahn, stand zunächst wieder auf und brach erst nach einigen Schritten bewusstlos zusammen. Danach trat er erstmals strafrechtlich in Erscheinung: Wegen des Diebstahls von Funklotterielosen im Wert von 32 DM verlor er außerdem seine Anstellung bei der Post, in deren Rahmen er bisher als Geldbriefträger Beträge von bis zu 30.000 DM ausgetragen hatte. Die erste und einzige Freundschaft zu einem Mädchen wurde von seiner Mutter zerstört; bis zu seiner Verurteilung hatte Ludy nie wieder eine Beziehung zu einer Frau.
In der Folgezeit verließ er das Elternhaus und streifte bis nach Süddeutschland, in die DDR, in die Schweiz und nach Belgien herum und lebte teilweise unter falschem Namen. In dieser Zeit unternahm er in Hamburg in der Toilette eines Zuges einen Suizidversuch mittels Schlaftabletten.

## Taten
Mit 19 tötete er einen zwölfjährigen Jungen und wurde dafür als Heranwachsender zu acht Jahren Jugendstrafe verurteilt. Tatwerkzeug war eine Mistgabel. Nach der vorzeitigen Entlassung folgten zahlreiche Sexualverbrechen und Mordversuche an Kindern.
1956 schlug er einem 13-Jährigen einen Stein auf den Kopf; dieser überlebte, obgleich durch den Schlag das Gehirn aus dem Schädel ausgetreten war, mit bleibenden Schäden.
Am 18. September 1961 schoss er auf einen Siebenjährigen, den er in Rottweil entführt hatte, würgte ihn und stieß ihn aus seinem Auto. Das Kind überlebte. Am 28. September 1961 erschoss er im Schwetzinger Staatswald einen 57 Jahre alten Mann sowie dessen 37-jährige Freundin mit einer Pistole, die er stets bei sich trug.
Anschließend folgten wiederum diverse Sexual- und Freiheitsdelikte sowie Mordversuche. Unter anderem entführte und missbrauchte er im November 1964 in Hamburg ein neun Jahre altes Mädchen.
Das letzte Opfer Ludys war am 16. Februar 1968 ebenfalls ein sieben Jahre alter Junge, den er zunächst entführt und sexuell missbraucht hatte. Nachdem die Leiche entdeckt worden war, wurde Ludy am 20. Februar 1968 festgenommen.

## Urteil
Die Untersuchung des voll geständigen Ludy ergab, dass er bei dem Verkehrsunfall 1948 ein Schädel-Hirn-Trauma erlitten hatte. Er selbst sagte vor dem Schwurgericht: „Seit dem Unfall ging bei mir alles schief.“ Ferner gab er an, sich an die Taten stets nur fragmentarisch erinnern zu können. Das Gericht war daher der Ansicht, dass seine Schuldfähigkeit erheblich eingeschränkt sei. Gleichwohl verurteilte es ihn wegen vollendeten Mordes in drei Fällen, versuchten Mordes in drei weiteren Fällen sowie Unzucht mit Kindern in vier Fällen, zum Teil in Tateinheit mit Freiheitsberaubung. Die Beweisaufnahme hatte ergeben, dass Ludy mit gut hundert Jungen sexuellen Kontakt gesucht hatte. Die in erster Linie hinsichtlich des Strafmaßes von der Verteidigung eingelegte Revision hatte keinen Erfolg. Ebenso scheiterte der Versuch, eine einstweilige Verfügung gegen den Axel-Springer-Verlag zu erwirken, weil die Bild-Zeitung Ludy bereits vor der Verurteilung als Mörder bzw. „einen der größten Lustmörder in der deutschen Kriminalgeschichte“ bezeichnet hatte.

## Rezeption
Helga Goetze befasste sich in einem Gedicht mit dem Titel Wir sind alle Mörder mit Ludy.